# 1695년-1697년 대기근

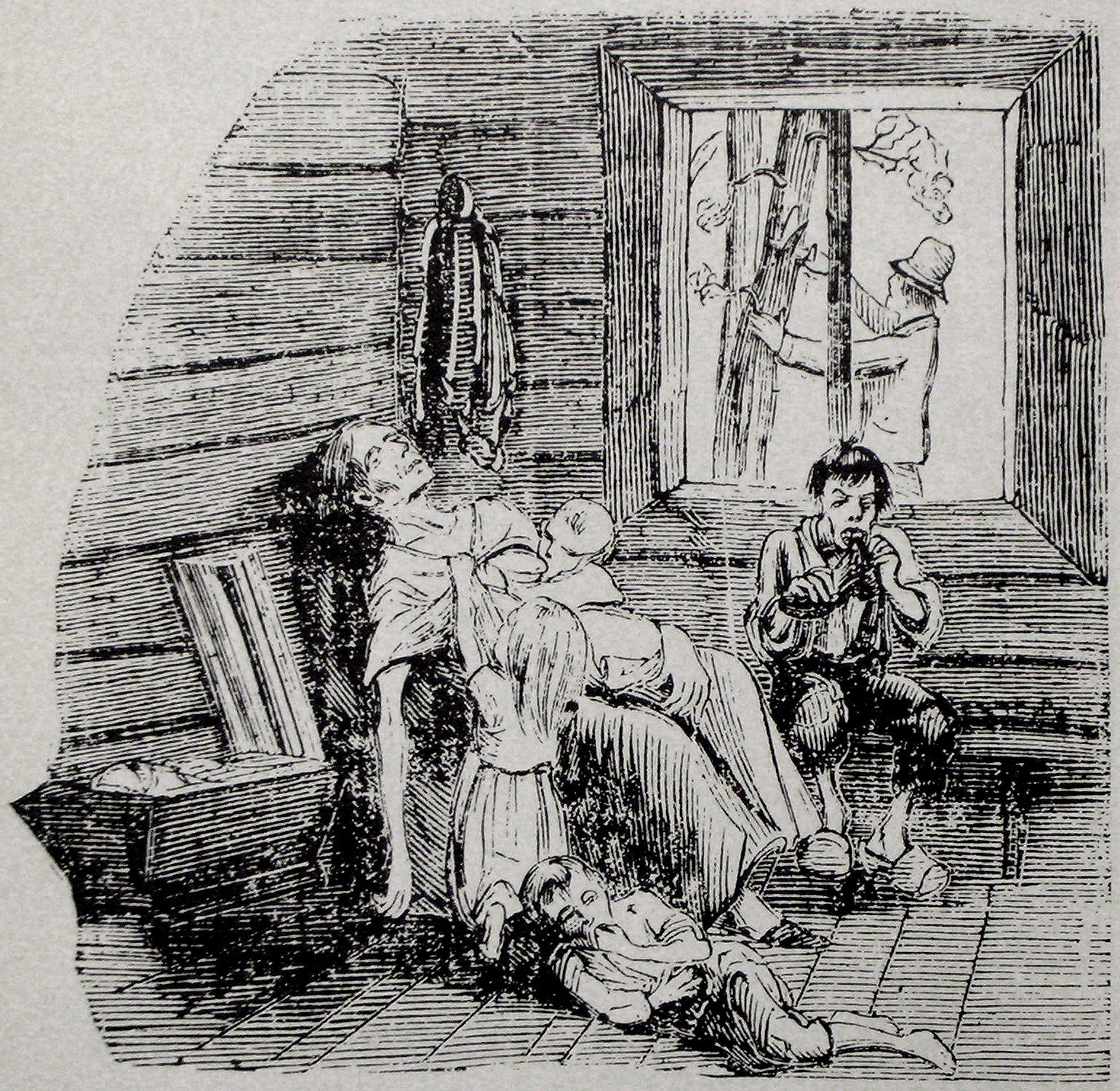
스웨덴 북부 지역에서의 기아

1695년-1697년 대기근은 당시 스웨덴 제국에 속했던 지역(핀란드, 에스토니아, 라트비아 포함)과 노르웨이에서 일어난 기근을 일컫는다. 1695년-1697년 대기근의 영향을 가장 심각하게 받은 곳은 노를란드(스웨덴 북부 지역)와 핀란드였다. 1695년-1697년 대기근은 스코틀랜드의 불운한 7년과 시기가 겹친다.

## 같이 보기
- 소빙하기
- 대북방전쟁과 페스트
- 핀란드 대기근